# Cervecería Central
Cervecería Central de México, S.A., más conocida como Cervecería Central, fue una empresa mexicana dedicada a la producción de cerveza. Fue adquirida en 1929 y fusionada en 1954 a Cervecería Cuauhtémoc.

## Historia
A finales del siglo XIX Carlos Fredenhagen, de origen alemán y nacionalizado estadounidense, con la intención de invertir en industrias de México, crea un parque industrial en el Rancho del Chopo, Distrito Federal conocido como Little Manchester. En 1899 Fredenhagen, Gaspar Einhaus y Luis I. Meyer fundan la cervecería Carlos Fredenhagen & Co. en el Rancho del Chopo, Distrito Federal, (hoy Santa María la Ribera), con una inversión de 100,000 pesos y maquinaria instalada por Vilter Manufacturing Co. de Milwaukee. El 7 de noviembre de 1901 cambia su razón social a Cervecería Central, integrando a Jorge L. Kahle dentro del consejo de administración. alcanzando una producción anual de 500 000 litros.
El 21 de febrero de 1902 Clarence Horace Montgomery y Agramonte, representante de la compañía, registra ante la Secretaría de Fomento, Colonización e Industria de la República Mexicana la marca Prima recibiendo los derechos de propiedad el 16 de julio de 1902 al publicarse el decreto 748 en el Diario oficial.
Debido a los conflictos que generó la Primera Guerra Mundial el gobernador de África Oriental Británica, Charles Calvert Bowring, emite un decreto en 1916 para evitar cualquier comercio con el enemigo en el cual incluye a la Cervecería Central por pertenecer a ciudadanos alemanes.
En 1929 fue adquirida por Cervecería Cuauhtémoc manteniendo su nombre original convirtiéndose en subsidiaria.
Durante 1931, la administración de la distribuidora de Cuauhtémoc, Compañía Comercial Distribuidora, se fusionó con Cervecería Central para mantener una sola administradora en la región. En el transcurso de 1935 se vio obligada la Central a pagar el séptimo día de trabajo debido a que se sentó el precedente por varias compañías del Distrito Federal que empezaron a pagar esta prestación a sus trabajadores. 
En 1954, Cervecería Central se reestructuró perdiendo su nombre, quedando solamente como una cervecería más de Cervecería Cuauhtémoc.
Durante el terremoto de México de 1985 el edificio principal sufrió severos daños por lo que la cervecería fue cerrada para producir cerveza.

## Cervezas
- Prima[6]
- Pilsener[6]
- Salvator[6]
- Escudo, extra clara
- Águila Bohemia
- Don Quijote, posteriormente Colosal,[12] clara u oscura.